# Begleitkommando-SS
Begleitkommando-SS foi uma divisão especial da Schutzstaffel criada para fazer a guarda de prédios do Partido Nazista. Antes da Segunda Guerra Mundial, trabalhou juntamente com a Gestapo e outras forças policiais para fazer a guarda dos membros do partido de Alto escalão.

## Comandantes
- Bodo Gelzeleuchter (1932 - 1933)
- SS-Sturmhauptführer Willy Herzberger (1933)
- SS-Sturmführer Kurt Gildisch (1933 - 1934)
- SS-Obersturmführer Bruno Gesche (1934 - 1945)
- SS-Untersturmführer Franz Schädle (1945)